# Gaymer

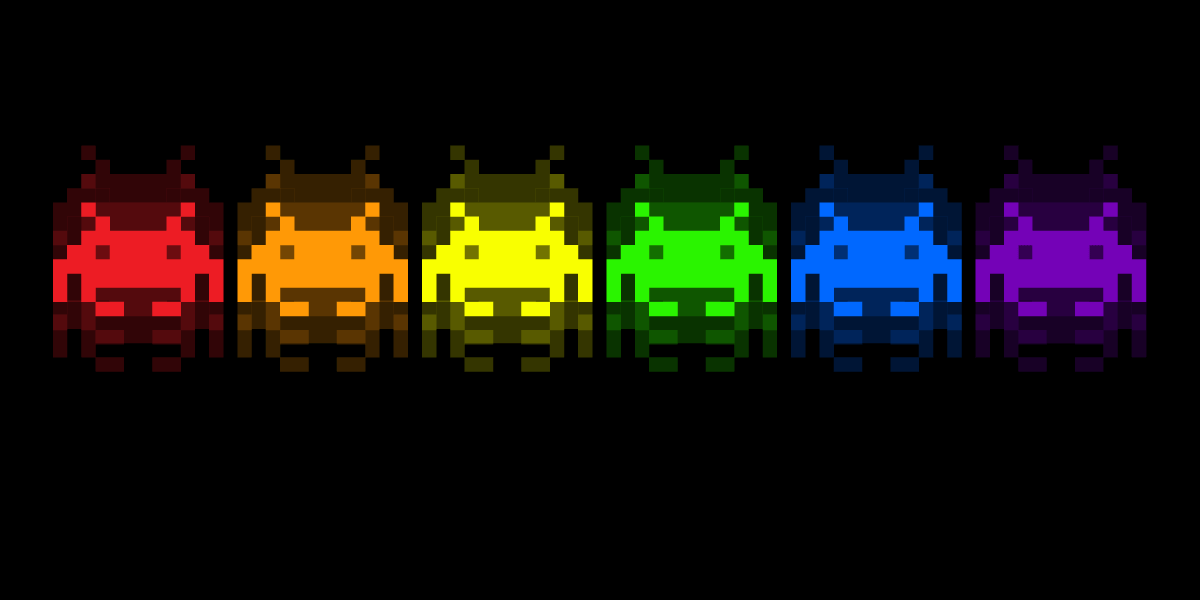
Fondo diseñado por Electronic Frontier Foundation para representar a los gaymers

Gaymer y gay gamer son denominaciones genéricas para referirse al grupo de personas que se identifican como gais y tienen un interés activo como miembros de la comunidad de jugadores de videojuegos, conocidos como gamers. Los jugadores bisexuales o transgénero a veces también se incluyen bajo este término.
Este grupo demográfico ha sido el sujeto de estudio en dos encuestas que han recibido cobertura por la prensa: una por Jason Rockwood en 2006, que destacaba el nivel de prejuicios que soportan los gaymers, y otra en 2009 centrada en qué esperan los gaymers de los videojuegos. El 3 y 4 de agosto de 2013 tuvo lugar en San Francisco la convención de videojuegos GaymerX orientada a la cultura geek LGTB. Algunos editores de videojuegos introducen temas LGTB en sus juegos para atraer a este segmento de mercado, y las compañías de noticias a menudo cubren ejemplos destacados de contenido gay, e incidentes y controversias que estos temas levantan entre su base de jugadores.

## Encuestas

### Universidad de Illinois 2006
En 2006, un estudio sociológico en la Universidad de Illinois estudió el subgrupo de gay gamer, centrándose en el perfil "gaymer" y las preocupaciones que estos tienen, respecto a su percepción en la comunidad de jugadores y la visibilidad de caracteres de gay en videojuegos. El autor del estudio destacó el nivel de prejuicios que los gaymers soportan: "Los jugadores gais experimentan un prejuicio de doble filo... La cultura popular gay y los medios de comunicación no apoyan a los videojuegos. Aparte tienes la cultura de videojuego que no apoya a la cultura gay. Así que estas personas están metidas en el medio de quienes sufren este prejuicio a dos bandas." Con aproximadamente 10,000 encuestados, la encuesta mostraba en una curva de campana inversa la sexualidad de los jugadores, con la mayoría de personas identificándose completamente heterosexuales o completamente homosexuales. Sólo una "minoría muy pequeña" de los encuestados en esta primera encuesta apoyada el uso del término gaymer.

### Universidad Full Sail 2009
A finales de agosto de 2009, el estudiante de la universidad Full Sail Paul S. Nowak empezó una segunda encuesta de sobre las preferencias de juego de los gaymers. La encuesta se centraba en "cuestiones de contenido como el argumento, género, personalización y otras experiencias dentro del juego."
El equipo de la encuesta informó que más de 7000 personas participaron en ella. Nowak utilizó los resultados de la encuesta para "construir un perfil de la comunidad gay gamer y obtener una intuición exclusiva sobre este grupo demográfico financieramente sin explotar". Estos resultados no fueron publicado en una revista académica, aunque un libro posterior de Nowak indica que los gaymers prefieren los videojuegos de rol, que pertenecen al perfil de jugadores hardcore/explorador, y que aprecian un buen argumento y contenido homosexual de buena calidad. Nowak define este último como contenido "que refleja orientación homosexual en un contexto positivo o igual al contenido de orientación heterosexual".

## Aspectos sociales y culturales

### Marketing a consumidores LGTB
La creencia que los varones jóvenes, blancos y heterosexuales son la fuerza que guía la industria del videojuego fue puesta en duda por el éxito récord de Los Sims. El desarrollador de videojuegos Maxis se había opuesto a Will Wright en su objetivo de crear el título bajo el principio de que "las chicas no juegan videojuegos."  El título fue considerado como de bajo atractivo para los varones heterosexuales jóvenes. En los 1990s, la industria empezó a hacer algunos esfuerzos para comercializar juegos a las mujeres, creando títulos de software con personajes femeninos de carácter fuerte e independiente.
Incluso algunos juegos hechos para gustar principalmente a grupos demográficos no tradicionales seguían censurando la homosexualidad. Pero algunas compañías de videojuego ahora están expandiendo su base de mercado para incluir el mercado de hombres jóvenes homosexuales, incluyendo personajes LGTB y dando apoyo a los derechos LGTB. Los críticos de la supresión de identidad gay a menudo asumen que, cuando la homosexualidad esté normalizada en una cultura más amplia, también lo estará en los videojuegos.